# Jacky Duguépéroux
Jacky Duguépéroux (Saint-Malo, 2 de janeiro de 1948) é um ex-futebolista e treinador de futebol francês. Ele foi técnico do RC Strasbourg, para quem também jogou, em três ocasiões. Como jogador, conquistou a Ligue 1 de 1978–79. Como treinador, o maior sucesso de Duguépéroux foi vencer a Taça Intertoto da UEFA de 1995, com o RC Strasbourg. Entre seus dois últimos mandatos, ele comandou o time tunisiano Espérance. Em 9 de abril de 2023, Duguépéroux assumiu como técnico do AS Mutzig.